# Virachola magda
Virachola magda är en fjärilsart som beskrevs av Gifford 1963. Virachola magda ingår i släktet Virachola och familjen juvelvingar. Inga underarter finns listade i Catalogue of Life.